# مارک رابرتسون (بازیکن راگبی)
مارک رابرتسون (انگلیسی: Mark Robertson؛ زادهٔ ۳۱ دسامبر ۱۹۸۴) بازیکن راگبی ۷ نفره اهل بریتانیا است.
وی در مسابقات کشوری و بین‌المللی در مجموع برندهٔ ۱ مدال نقره شده‌است.